# Лука Маріануччі
Лука Маріануччі (італ. Luca Marianucci, нар. 23 липня 2004, Ліворно, Італія) — італійський футболіст, центральний захисник «Наполі».

## Ігрова кар'єра

### Клубна
Лука Маріануччі є вихованцем клубної академії «Емполі». Влітку 2023 року футболіст підписав з клубом професійний контракт до 2027 року. І на наступний сезон для набору ігрової практики був відправлений в оренду до клубу Серії С «Про Сесто 1913».
В наступному сезоні Маріануччі повернувся до «Емполі» і 10 серпня 2024 року в кубковому матчі дебютував в першій команді. В тому ж матчі захисник відзначився гольовою передачею. В чемпіонаті країни футболіст провів першу гру 4 листопада, коли вийшов на заміну у матчі проти «Комо».
В червні 2025 року Маріануччі перейшов до стану чинного чемпіона країни — «Наполі».